# 더 제네시스 파사드 커미션

## 개요
제네시스가 미국 뉴욕의 메트로폴리탄 미술관과 5년 후원 협약을 체결해 미술관 정면 파사드에 세계적인 작가들의 설치 작품을 전시하는 '더 제네시스 파사드 커미션(The Genesis Facade Commission)'을 후원한다.
더 파사드 커미션은 2019년부터 진행하고 있는 메트로폴리탄 미술관의 대표적 현대미술 전시로 완게치 무투(Wangechi Mutu), 캐롤 보브(Carol Bove), 휴 로크(Hew Locke), 나이리 바그라미안(Nairy Baghramian) 등 세계적인 작가들의 작품이 전시됐었다.

## 2024년 제 1회
작가: 이불
기간: 2024. 09. 12~2025. 05. 27
작품: 대규모 설치 작품 4점 예정